# Gattinara
Pour le vin, voir Gattinara (vin).
Gattinara (français : Gattinare) est une commune de la province de Verceil, dans le Piémont, en Italie.

## Économie
Le vignoble de Gattinara produit un vin rouge de grande qualité.

## Administration
| Période                                  | Période  | Identité               | Étiquette     | Qualité |
| ---------------------------------------- | -------- | ---------------------- | ------------- | ------- |
| 30 mai 2006                              | En cours | Carlo Riva Vercellotti | Centro-Destra |         |
| Les données manquantes sont à compléter. |          |                        |               |         |

### Hameaux
S. Bernardo, Madonna di Rado.

### Communes limitrophes
Ghemme, Lenta, Lozzolo, Roasio, Romagnano Sesia, Rovasenda, Serravalle Sesia, Prato Sesia, Grignasco.

### Personnalité liée à la commune
- Mercurino Arborio de Gattinara (1465-1530), issu d'une noble famille de Verceil, comte de Gattinara, président du Parlement de Bourgogne, ambassadeur de l'empereur Maximilien auprès de Louis XII, chancelier de l'empereur Maximilien (1518), puis de Charles Quint (1519), cardinal diacre en 1529.
- Pierre Patriarca (1924-2008), prêtre français.